# Ryan Dolan
Ryan Dolan (ur. 22 lipca 1985 w Strabane) – północnoirlandzki piosenkarz. Reprezentant Irlandii w Konkursie Piosenki EurowizjI 2013.
W 2013 ukazał się jego debiutancki album Frequency.

## Konkurs Piosenki Eurowizji
W 2013 reprezentował Irlandię z utworem „Only Love Survives” w 58. Konkursie Piosenki Eurowizji w Malmö. 14 maja wystąpił w pierwszym półfinale widowiska i z ósmego miejsca awansował do finału, w którym zajął ostatecznie ostatnie, 26. miejsce (z 5 punktami na koncie). 

## Życie prywatne
W 2014 w wywiadzie dla irlandzkiej stacji radiowej RTE Radio 1, ujawnił się publicznie jako gej.

## Dyskografia

### Albumy
| Rok  | Tytuł     |
| ---- | --------- |
| 2013 | Frequency |

### Single
| Rok  | Tytuł                | Album     |
| ---- | -------------------- | --------- |
| 2013 | „Only Love Survives” | Frequency |
| 2014 | „Start Again”        | –         |
| 2014 | „Fall To The Floor”  | –         |

## Nagrody i wyróżnienia
| Rok  | Kategoria                              | Tytułem              | Rezultat    |
| ---- | -------------------------------------- | -------------------- | ----------- |
| 2013 | 58. Konkurs Piosenki Eurowizji w Malmö | „Only Love Survives” | 26. miejsce |